# Twin Falls
Twin Falls är den största staden i Twin Falls County i delstaten Idaho i USA. Twin Falls är administrativ huvudort (county seat) i Twin Falls County.